# سون سلونگر
سون سلونگر (انگلیسی: Sven Selånger؛ ۱۹ مارس ۱۹۰۷ – ۹ نوامبر ۱۹۹۲ (aged 85)) ورزشکار نوردیک ترکیبی اهل سوئد بود.
وی در مسابقات کشوری و بین‌المللی در مجموع برندهٔ ۱ مدال طلا، ۱ مدال نقره، ۳ مدال برنز شده‌است.